# Crambus lascaellus
Crambus lascaellus là một loài bướm đêm trong họ Crambidae.